# Global Underwater Explorers
Global Underwater Explorers (skr. GUE) – amerykańska organizacja non-profit z siedzibą w High Springs na Florydzie, która zrzesza nurków, naukowców, konstruktorów i pasjonatów prowadzących poszukiwania i badania podwodne na całym świecie.

## Cele
Źródło:

Global Underwater Explorers powstało w celu bezpiecznego eksplorowania i ochrony podwodnego środowiska oraz by poprawić jakość edukacji i badań związanych z wodnym światem. Pierwotnymi założeniami organizacji były:
- szerzenie bezpiecznego i wykwalifikowanego nurkowania
- podejmowanie i promocja podwodnych badań
- prowadzenie globalnej podwodnej eksploracji
- ochrona integralności podwodnego środowiska
- zapewnienie pomocy naukowej związanej z wodą

Jednym z najbardziej znanych przedsięwzięć GUE była eksploracja wraku HMHS Britannic – Britannic Expedition 99.
GUE prowadzi również szkolenia płetwonurków, obecnie od stopnia podstawowego, choć głównie znana jest ze szkoleń technicznych (tech) i jaskiniowych (cave) zgodnie z tzw. filozofią DIR (Doing It Right).
Jej założycielem i obecnym prezydentem jest Jarrod Jablonski.